# 산청고등학교
산청고등학교(山淸高等學校)는 대한민국 경상남도 산청군 산청읍 옥산리에 있는 공립 고등학교이다.

## 학교 연혁
- 1927년 10월 2일 : 산청공립농업보습학교 설립 인가
- 1952년 3월 22일 : 산청농업고등학교로 교명 변경(농업과 3학급)
- 1952년 4월 27일 : 산청농업고등학교 개교
- 1970년 11월 20일 : 산청종합고등학교로 교명 변경
- 1998년 3월 1일 : 산청고등학교로 교명 변경
- 2007년 3월 1일 : 산청여자고등학교와 통합
- 2010년 3월 2일 : 기숙형고등학교 운영
- 2012년 3월 1일 : 일반계고 전환
- 2018년 1월 26일 : 생초고등학교 제42회 졸업생(18)명 졸업생 총 2,590명
- 2018년 2월 9일 : 경호고등학교 졸업식 제34회(8명) (총 1,418명)
- 2018년 2월 10일 : 산청고등학교 제65회 졸업식(졸업생 62명, 누계 9,437명)
- 2018년 3월 1일 : 산청고등학교, 생초고등학교, 경호고등학교 3개교 통합 신설, 산청고등학교 개교
- 2020년 2월 20일 : 기숙사(청운학사) 준공
- 2020년 9월 1일 : 제25대(통합2대) 강순상 교장 취임(공모)
- 2023년 2월 9일 : 제70회(통합5회) 졸업식(졸업생 102명, 누계 9,938명)
- 2023년 3월 2일 : 신입생 입학식(입학생 115명)

## 참고 자료
- 산청고등학교 - 한국교육학술정보원 학교알리미